# Teizō Matsumura
Pour les articles homonymes, voir Matsumura.
Teizō Matsumura (松村禎三 Matsumura Teizō, 15 janvier 1929 à Kyoto - 6 août 2007 à Tokyo), est un poète et compositeur japonais de musique classique.
Orphelin et souffrant de la tuberculose, il commence à écrire des haiku et de la musique durant sa convalescence au début des années 1950. Étudiant auprès de Tomojiro Ikenouchi, il est influencé par Ravel et Stravinsky, mais aussi par les traditions asiatiques. Il a été professeur émérite de l'université nationale des beaux-arts et de la musique de Tokyo.
Teizō Matsumura est surtout connu pour son opéra Chinmoku (Le Silence) d'après un roman de Shūsaku Endō.
En 1974, il est lauréat de la tribune internationale des compositeurs de l'UNESCO et du prix Suntory de musique en 1978.

## Œuvres principales
- Achime pour soprano, percussion et 11 instrumentistes (1957)
- Cryptogame pour ensemble instrumental (1958)
- Musique pour quatuor à cordes et pianoforte (1962)
- Symphonie no 1 (1965)
- Prélude pour orchestre (1968)
- Aprasas pour chœur de femmes avec 2 harpes, piano, clavecin, célesta et orchestre à cordes (1969)
- Totem Ritual pour chœur mixte avec 8 percussions, piano, clavecin et orchestre (1969)
- Deux berceuses à la Grèce pour piano (1969)
- Poème I pour shakuhachi et koto (1969)
- Courtyard of Apsaras pour flûte, violon et piano (1971)
- Poème II pour shakuhachi solo (1972)
- Two Poems by the Prince of Karu pour soprano et piano (1973)
- Concerto pour piano no 1 (1973)
- Concerto pour piano no 2 (1978)
- Hymn to Aurora pour chœur mixte avec violoncelle, harpe, percussion, piano, orgue et hautbois d'amour (1978)
- Fantasy pour treize koto solo (1980)
- Concerto pour violoncelle (Concerto per violoncello ed orchestra) (1984)
- Air of Prayer pour dix-sept koto solo (1984)
- Air of Prayer pour violoncelle solo (1985)
- Pneuma pour cordes (1986)
- Trio pour violon, violoncelle et piano (1986)
- Homage to Akira Ifukube pour orchestre (1988)
- Opéra Silence (1993)
- Nocturne pour harpe solo (1994)
- Quatuor à cordes (1996)
- Poor Faithful pour voix et piano (1996)
- Symphonie no 2 (1998)
- Pilgrimage I - III pour piano (1999-2000)
- To the Night of Gethsemane pour orchestre (2002)

### Musique pour film
- 1960 : Onna shikeishû no datsugoku (Death Row Woman)
- 1960 : Tokusōhan 5 gō
- 1966 : Tobenai chinmoku (Le Silence sans ailes)
- 1969 : Bakuto hyakunin (100 Gamblers)
- 1970 : Chi no mure (Apart from Life (en)
- 1972 : Shinobugawa (The Long Darkness)
- 1973 : La Chanson de l'aube (朝やけの詩, Asayake no uta?) de Kei Kumai
- 1975 : Matsuri no junbi (Préparation pour le festival)
- 1976 : Le Cap du nord (北の岬, Kita no misaki?) de Kei Kumai
- 1979 : Gassan (月山?) de Tetsutaro Murano
- 1980 : Umi to otsukisama tachi (Fishing Moon)
- 1983 : Anshitsu (Dark Room)
- 1984 : Dauntaun Hiirōzu
- 1985 : Jidai-ya no nyobo 2 (Time and Tide 2)
- 1986 : La Mer et le Poison (海と毒薬, Umi to Dokuyaku?) de Kei Kumai
- 1988 : Espoir et Douleur (ダウンタウン・ヒーローズ, Dauntaun Hiirōzu?) de Yōji Yamada
- 1989 : Sen no Rikyu: Honkakubō ibun (La mort d'un maître de thé)
- 1990 : Rōnin-gai (浪人街?) de Kazuo Kuroki
- 1990 : Shikibu monogatari (Mt. Aso's Passions)
- 1991 : Musuko (息子?) de Yōji Yamada
- 1992 : La Mousse lumineuse (ひかりごけ, Hikarigoke?) de Kei Kumai
- 1995 : Le Fleuve profond (深い河, Fukai kawa?) de Kei Kumai
- 1995 : Nemureru bijo (House of Sleeping Beauties)
- 1997 : Aisuru (To Love)
- 1998 : Rabu retâ (Lettre d'amour)
- 2000 : Suri (Pickpocket)
- 2001 : Nippon no kuroi natsu - Enzai (Darkness in the Light)
- 2002 : La mer regarde (海は見ていた, Umi wa miteita?) de Kei Kumai
- 2002 : Utsukushii natsu kirishima (A Boy's Summer in 1945)
- 2004 : Chichi to kuraseba (The Face of Jizo)

## Distinctions

### Nominations
- Japan Academy Prize :
  - 1992 : prix de la meilleure musique de film pour Musuko[1]